# لانتانا فبريجي
لانتانا فبريجي (الاسم العلمي:Lantana fiebrigii) هي نوع نباتي يتبع جنس اللانتانا من فصيلة اللويزية.